# Semjon Kotko
Semjon Kotko (ryska: Семён Котко) är en opera i fem akter med text och musik av Sergej Prokofjev. Librettot skrevs av tonsättaren efter en roman av Valentin Katajev.

## Historia
Trots sin absolut opolitiska natur ansåg Prokofjev att det alltid var nödvändigt att vara ett barn av sin tid, och han förkastade den nostalgiska synen hos många ryska emigranter som längtade tillbaka till den gamla goda tiden under tsaren. Även när han befann sig i väst kände han att de förnyade banden med moderlandet krävde ett verk värdigt Sovjetunionen och han sökte efter lämpliga ämnen under hela 1930-talet. Tre år efter sin hemkomst till Sovjetunionen 1936 hade han funnit det ämne som han ansåg passade honom bäst; Valentin Katajevs roman Jag är ett barn av arbetarklassen. Dess ukrainska handling förde honom tillbaka till sin egen barndom på ett lantgods.

### Premiär

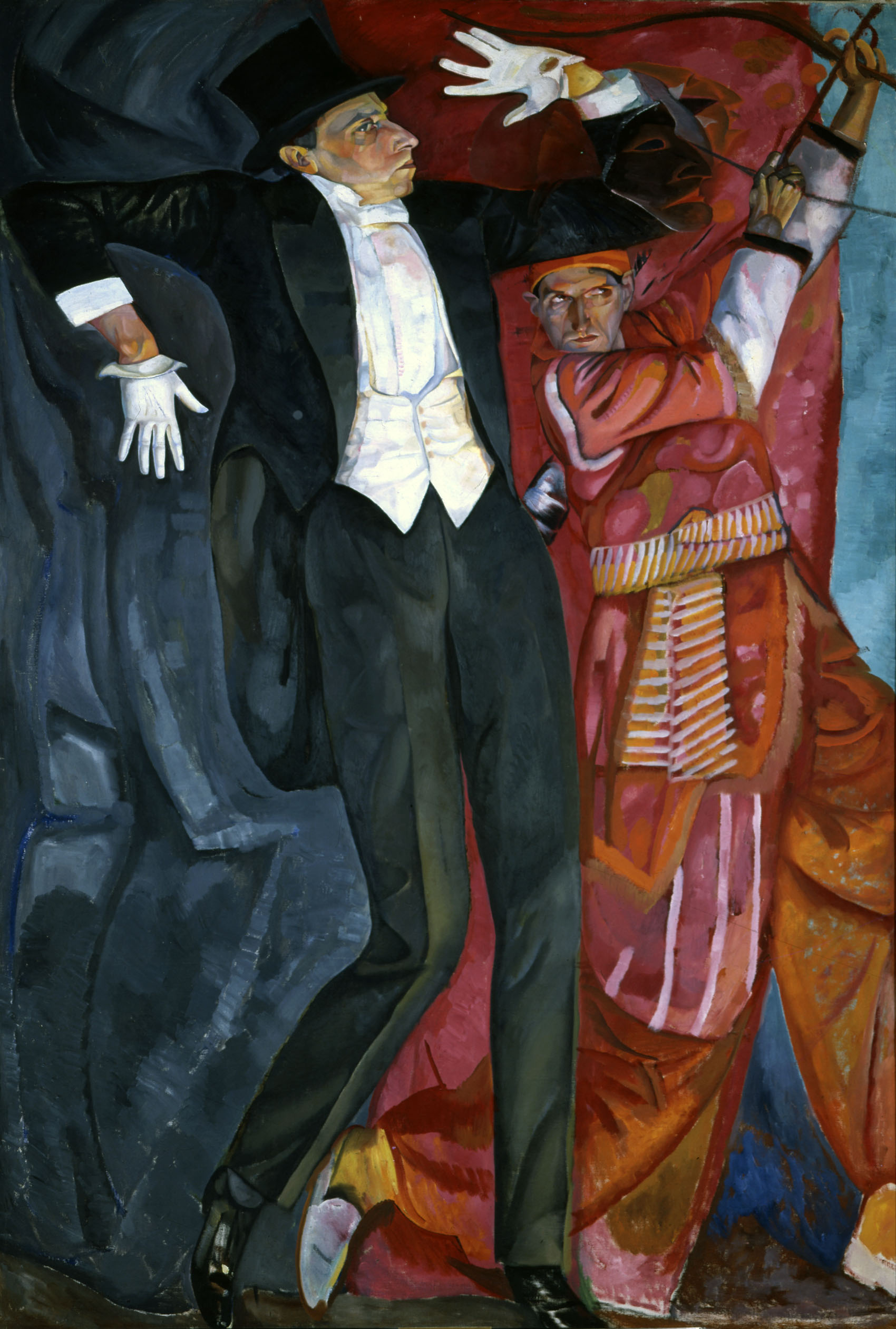
Boris Grigorjevs porträtt av Vsevolod Meyerhold målat 1916.

Mellan 1938 och 1939 arbetade Prokofjev med operan och det var tänkt att den skulle ha premiär på Konstantin Stanislavskijs Konstnärliga teatern i Moskva under ledning av regissören Vsevolod Meyerhold under hösten 1939. Men den 20 juni 1939 arresterades Meyerhold och ingen visste vad som hade hänt med honom (många år senare avslöjades det att han hade förts till ett arbetsläger och förmodligen blivit avrättad som partiförrädare i februari 1940). Efter att Sovjetunionen och Nazityskland hade undertecknat en icke-angreppspakt (Molotov–Ribbentrop-pakten) den 23 augusti 1939 var Prokofjev tvungen att ändra i handlingen så att tyskarna, som var fienden, byttes ut mot ukrainska nationalister, så kallade hajdamaker. I denna stympade version uruppfördes operan den 23 juni 1940 och fick en måttlig succé. Efter Tysklands angrepp på Sovjetunionen sommaren 1941 togs operan bort från repertoaren och återkom inte förrän på 1970-talet. Efter Sovjetunionens kollaps 1991 syntes operans framtid än mer otänkbar men 1999 sattes den upp på Mariinskijteatern i Sankt Petersburg av Valerij Gergijev.

## Personer
- Semjon Kotko, en hemförlovad soldat som älskar Sofija (tenor)
- Semjons moder (mezzosopran)
- Frosia, Semjons syster som älskar Mikola (sopran)
- Remenjuk, ordföranden i den lokala sovjeten och ledare för en partisangrupp (bas)
- Tkatjenko, en före detta officer och Sofijas fader (bas)
- Chivrja, Tkatjenkos hustru (mezzosopran)
- Sofija, Tkatjenkos dotter som älskar Semjon (sopran)
- Tsarjov, sjöman och en av Semjons vänner som hängs av tyskarna (baryton)
- Ljubka, Tsarjovs fästmö (sopran)
- Mikola, en yngling som älskar Frosia (tenor)
- Ivasenko, en gammal man som hängs av tyskarna (bas)
- En arbetare, tidigare godsägare vid namn Klembovskij (tenor)
- von Wierhof, löjtnant i tyska armén
- Tysk sergeant

## Handling
Ukraina 1918

### Akt I

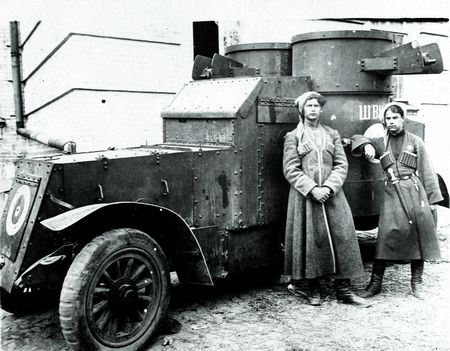
Lokala Hajdamaka 1919.

Semjon Kotko återvänder till sin ukrainska by efter att ha tjänstgjort i ryska armén under första världskriget. Efter ett känslosamt möte med modern introduceras byborna; Semjons andliga syster Frosia, hennes unge beundrare Mikola, lokala kommunister som strider mot ukrainska Hajdamaka samt tyska marodörer. Ordföranden i det lokala byrådet Remenjuk erbjuder sig att agera äktenskapsmäklare åt Semjon och gå till Sofijas far. Fadern Tkatjenko stred i kriget under Semjon som räddade hans liv vilket fick fadern att ge sitt samtycke till äktenskapet, men nu har han hårdnat igen.

### Akt II
Tkatjenko försöker vinna tid i äktenskapsmäklandet. Han stödjer den gamla traditionen som han tror kommer ersätta den revolutionära. Tyska soldater anländer och orsakar oro. Remenjuk föreslår att kommunisterna splittrar på sig och anförtror ledningen för styret till den gamle Ivasenko.

### Akt III
Tkatjenko anger lokala kommunister till Hajdamaka. Tsarjov och Ivasenko hängs. Ljubka blir galen av sorg och tyskarna bränner ner Semjons stuga i ett försöka att skapa terror.

### Akt IV
Remenjuk, Semjon och Mikola sörjer sina döda kamrater. Några månader senare anländer Frosja för att berätta om de hemskheter som pågår i byn och om Tkatjenkos plan att gifta bort Sofija med den före detta godsägaren. Semjon vill hämnas men hålls tillbaka. En ledare för Röda armén beordrar de revolutionära att orsaka panik i byn för att förbereda för en  militär offensiv. De ger sig av.

### Akt V
Semjon och Mikola försöker sabotera Sofijas bröllop men arresteras. Tkatjenko myser. Men tyskarna är oense och ger sig av innan partisanerna anländer. Tkatjenko leds bort för att arkebuseras. Remenjuk påminner de hoppfulla byborna att mycket återstår i kampen för ett fritt Ukraina.